# Томсен, Генри
Генри Кристиан Томсен (дат. Henry Thomsen, 18 сентября 1906, Тистед, Дания — 4 декабря 1944, концлагерь Нойенгамме, Германия) — датский моряк и трактирщик, который во время Второй мировой войны и оккупации Дании активно участвовал в спасении датских евреев. Посмертно удостоен почётного звания праведник народов мира.

## Жизнь до войны
Томсен приехал в Снеккерстен из Тистеда, получил степень магистра в возрасте 23 лет и сразу же стал капитаном собственного корабля. Он женился 19 сентября 1931 года на Эллен Маргрет (11 сентября 1912 г. — ?).
Затем он плавал до 1942 года, когда вместе со своей женой купили трактир Снеккерстен Кро (дат. Snekkersten Kro) на берегу моря. Был членом социал-демократической партии Дании.

## Во время оккупации

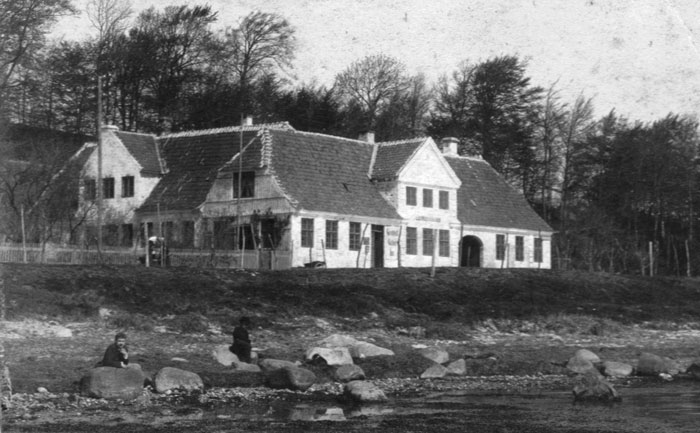
Снеккерстен Кро — гостиница Томсенов

С начала 1943 года он принимал активное участие в оказании помощи при эвакуации датских евреев в Швецию и в деятельности датской подпольной антинацистской организации Хольгер Данске. Помог многим датским евреям переправиться через пролив Эресунн в безопасную Швецию во время масштабной спасательной операции в октябре 1943 года.
Гостиница Томсенов Snekkersten Kro стала центральным пунктом сбора беженцев, а собственное судно Томсена «Маргрете» использовалось для переправки в Швецию. Нелегальный транспортный бизнес Томсена проходил в тесном сотрудничестве с Хольгер Данске. Кроме того, он сотрудничал с рядом других датских подпольщиков. Благодаря деятельности Томсенов было спасено около 1000 евреев.
Один раз местный коллаборационист позвонил в полицию о том, что видел группу евреев, которые садятся в лодку. Полицейские арестовали беженцев и увезли, однако как только они оказались вне поля зрения предателя, они отпустили евреев и сказали им идти в гостиницу к Томсенам, где им помогут.
Гестапо заподозрило семью Томсенов в нелегальной переправке евреев, а самого Генри несколько раз доставляли в Копенгаген для допроса. Однажды его задержали на целую неделю, прежде чем отпустить за недостатком улик.
Участник сопротивления Хольгер Найхуус Кристофферсен в августе 1944 года связался с Генри Томсеном в поисках безопасного места для отдыха. Однако телефонный разговор был перехвачен гестапо. 10 августа 1944 года Кристофферсен попал в засаду на станции Снеккерстен, где он и его товарищ по группе Йорген Юэль Йенсен были застрелены гестапо. Третий член группы ускользнул от немцев.
Уже 9 августа 1944 года Генри Томсен был арестован гестапо и 9 сентября 1944 года отправлен в концлагерь Нойенгамме в Германии. Генри Кристиан Томсен умер 4 декабря 1944 года в концентрационном лагере. Официальной причиной смерти названа пневмония.

## Признание
29 августа 1968 года Генри Томсен и его оставшаяся в живых жена Эллен Маргрет израильским Институтом катастрофы и героизма Яд ва-Шем были признаны праведниками народов мира. Супруги Томсен стали 2-мя из 22 датских праведников получивших эти звания индивидуально. Все остальные спасители — члены датского Движения сопротивления признаны праведниками коллективно.